# 49 Morphines
49 Morphines(한글: 사십구몰핀스)는 대한민국의 하드코어 밴드이다. 그들은 동양적인 감성과 하드코어의 강력함을 엮어 감성적이며 처절한 스크리모 또는 포스트 록 사운드를 선보이고있다. 2004년에 EP 《Most Important Value》를 발매했고, 2008년 말에 1집 《Partial Eclipse》를 발매했다.

## 약력

### 2001년 ~ 2003년 이전 - 밴드의 결성
- 중,고교 동창인 기타 이일우와 보컬 성시영은 고교생부터 스쿨밴드로 활동을 하다가 대학으로 진학하여 본격적으로 밴드활동을 시작한다.

- 인터넷 구인광고로 드럼 류명훈을 영입하고, 대학 축제자리에서 같은 중고교 선배인 기타리스트 김형섭을 베이스로 영입하였다. 당시는〈Morning Rise〉라는 팀명의 카피밴드로 밴드를 시작했다.

### 2003년 ~ 2007년 이전 - 49 Morphines라는 이름의 밴드 시작
- 2003년 초, 자작곡을 만들기 시작하면서 첫 데모를 〈배다른 형제〉녹음실에서 제작하고 밴드명을 〈투혼〉으로 개명한다. 다시 밴드명을〈49 Morphines〉로 개명을 하게 될 즈음, 13 Steps의 베이스 태봉대사가 '쌈지숨은고수'에 응모한 이들의 음원을 듣고 GMC 레코드에 소개하게 된다. 당시 GMC 공식홈페이지의 게시판에서 관심을 불러일으키며 하드코어씬에 알려지는 계기가 되었으며, GMC 레코드의 사장이었던 이하석에게 컨택을 해 8월 지엠시 쇼에 참여하면서 국내 굴지의 하드코어 레이블인 GMC 레코드 밴드 49 Morphines로서 첫 공연을 하게 된다.

- 베이스 한경복을 영입하면서 라인업을 5인조로 정비, 베이스 김형섭이 기타로 자리잡게 되어 활동하다가 한경복이 군복무로 자리를 비워 Nervous Shirt에서도 활동 중인 베이스 손한창을 영입하면서 현 라인업을 구축하게 된다.

- 홍대와 각 지방에서 라이브를 하면서 활발히 활동을 하다가 2004년 여름에 EP 《Most Important Value》를 발매하고, 꾸준히 활동을 하게 된다.

### 2007년 ~ 2009년 - 1집 작업, 발매 및 Across the Universe TOUR
- 2005년 보컬 성시영의 군문제로 활동이 중단되는 듯했으나 기타 이일우가 보컬을 겸하면서 보컬 성시영의 제대까지 밴드의 공연은 4인조로 이루어졌다.

- 2007년 보컬 성시영의 제대후 밴드는 1집 앨범 작업에 착수하게 된다.

- 2008년 여름, 〈EBS 스페이스 공감〉'열혈사운드의 발견'에 출연하여 발매될 1집 앨범에 수록될 곡들을 선보였다.

- 2008년 여름부터 기타 김형섭은 같은 GMC 하드코어 밴드인 〈나인씬 (Ninesin)〉에서도 기타로 활동하게 된다.

- 2008년 12월 18일, 1집 《Partial Eclipse》 발매했다.

- 2008년 12월 초부터 2009년 3월초까지 GMC 레코드 소속 밴드인 〈LO〉, 〈Noeazy〉와 함께 1집 발매 기념 공연인 ‘Across The Universe’투어에 참가한다. 드럼 류명훈이 탈퇴하여 〈LO〉로 자리를 옮겼고 빈자리를 〈비셔스글레어〉, 〈에이팝(The Apop)〉에서 드럼을 맡고 있는 이황용이 정식멤버로써 메우게 된다. 이때 베이스 손한창이 네덜란드에 체류한 관계로 일정 기간의 투어는 베이스를 제외한 4인조로 이루어졌고 마지막 두 번의 공연에서 손한창이 귀국, 다시 합류하게 된다.

- 2009년 3월 7일, 《Across the Universe Tour》의 마지막 공연이 열린 클럽 DGBD(옛 DRUG)에서 1시간이 넘는 공연 시간 동안 1집 앨범의 전곡과 앵콜로 〈One day〉를 연주하며 Tour를 마무리했다.

## 음반 목록

### 정규 음반
- 《Partial Eclipse》(2008년)

### EP
- 《Most Important Value》(2004년)

### DEMO
- DEMO (2003)